# 김혜지 (1989년)
김혜지(1989년 9월 12일 ~ )는 대한민국의 정치인이다.

## 학력
- 이화여자대학교 영어영문학과 졸업 (경영학 복수전공)

## 경력
- 이랜드그룹 전략기획본부 근무
- 국민의힘 강동갑 청년지회 부지회장
- 2021: 국민의힘 서울시당 부대변인
- 2021: 윤석열 대통령 후보 강동갑 선거대책위원회 청년특보
- 2021: 윤석열 대통령 후보 서울시당 유세 사회자
- 2021: 윤석열 대통령 후보 서울선대위 부대변인/청년보좌역
- 2022년 7월 1일 ~ : 제11대 서울특별시의회 의원
  - 2022.07 ~ 2024.06: 교통위원회 위원
  - 2022.09 ~ 2023.03: 통일안보지원 특별위원회 위원
  - 2022.11 ~ 2023.05: 관광산업발전 특별위원회 위원
  - 2022.11 ~ 2023.11: 예산정책연구위원회 위원
  - 2023.07 ~ 2024.07: 저출생 인구절벽 대응 특별위원회 위원
  - 2024.07 ~ : 도시안전건설위원회 위원
  - 2024.07 ~ : 서울특별시의회 홍보물 편집위원회 부위원장
  - 2024.07 ~ : 서울특별시의회 대변인
  - 2024.08 ~ : 예산결산특별위원회 위원
  - 2024.11 ~ : 예산정책위원회 위원
  - 2024.12 : 2036년 서울올림픽 유치 지원 특별위원회 위원
- 2025.04~2025.05: 국민의힘 김문수 제21대 대통령 선거 경선후보 문수 대통 김문수 승리캠프 부대변인
- 2025.05~2025.06: 제21대 대통령 선거 국민의힘 김문수 대통령 후보 대변인단 상근부대변인

## 역대 선거 결과
| 실시년도 | 선거      | 대수 | 직책   | 선거구                | 정당     | 득표수   | 득표율          | 순위 | 당락 | 비고           |
| -------- | --------- | ---- | ------ | --------------------- | -------- | -------- | --------------- | ---- | ---- | -------------- |
| 2022년   | 지방 선거 | 11대 | 시의원 | 서울 강동구 제1선거구 | 국민의힘 | 24,043표 | \| \| 57.42% \| | 1위  |      | 초선, 민선 8기 |
|          | 57.42%    |      |        |                       |          |          |                 |      |      |                |